# Samantha Robinson
Samantha Robinson (New York, 19 ottobre 1991) è un'attrice statunitense.
Apparsa in opere come C'era una volta a... Hollywood e Cam, ha interpretato il ruolo della protagonista Elaine in The Love Witch.

## Biografia
Nata a New York da madre panamense e padre inglese, cresce a Londra dove ha modo di frequentare la London Academy of Music and Dramatic Art. All'età di 14 anni rientra negli Stati Uniti insieme alla sua famiglia, con cui si stabilisce a Miami; qui ha modo di frequentare la New World School of the Arts. Completa la sua formazione a Los Angeles nel 2014, laureandosi in recitazione presso l'Università della California.
Dopo aver ottenuto vari ruoli in opere indipendenti a partire dal 2012, nel 2016 ottiene il suo primo ruolo da protagonista in The Love Witch di Anne Biller, film che desta un forte interesse da parte della critica. In particolare Justin Chang e Michael Rechtshaffen del Los Angeles Times definiscono l'interpretazione di Robinson, rispettivamente, "superba" e "in linea con quelle di Tippi Hedren e Barbara Steele", Emma Myers di Elle la definisce inoltre "perfetta" e Richard Brody del The New Yorker inserisce Robinson nella sua classifica delle migliori attrici del 2016 per questa esecuzione.
Nel 2019 viene diretta da Quentin Tarantino in C'era una volta a... Hollywood, film in cui interpreta il ruolo di Abigail Folger.

## Filmografia

### Cinema
- Mysoginist, regia di Michael Matteo Rossi (2014)
- Labyrinths, regia di Johnny Severin (2015)
- The Love Witch, regia di Anna Biller (2016)
- Cam, regia di Daniel Goldhaber (2018)
- C'era una volta a... Hollywood (Once Upon a Time... in Hollywood), regia di Quentin Tarantino (2019)
- Take Me to Tarzana, regia di Maceo Greenberg (2021)
- Topology of Sirens, regia di Jonathan Davies (2021)

### Televisione
- Everyone Wants Theirs – serie TV, 1 episodio (2012)
- MRS – Serie TV, 2 episodi (2013)
- Ragazze di zucchero (Sugar Daddies), regia di Doug Campbell – film TV (2014)
- #ThisCollege – miniserie TV, 1 episodio (2016)
- Doomsday Device – film TV, regia di Christian Sesma (2017)
- Soundtrack – serie TV, 1 episodio (2019)

### Video musicale
- Lifetime di SG Lewis, diretto da Jason Lester

## Doppiatrici italiane
- Elena Fiorenza in Cam
- Valentina Perrella in C'era una volta a... Hollywood